# Notre-Dame (Argenteuil)

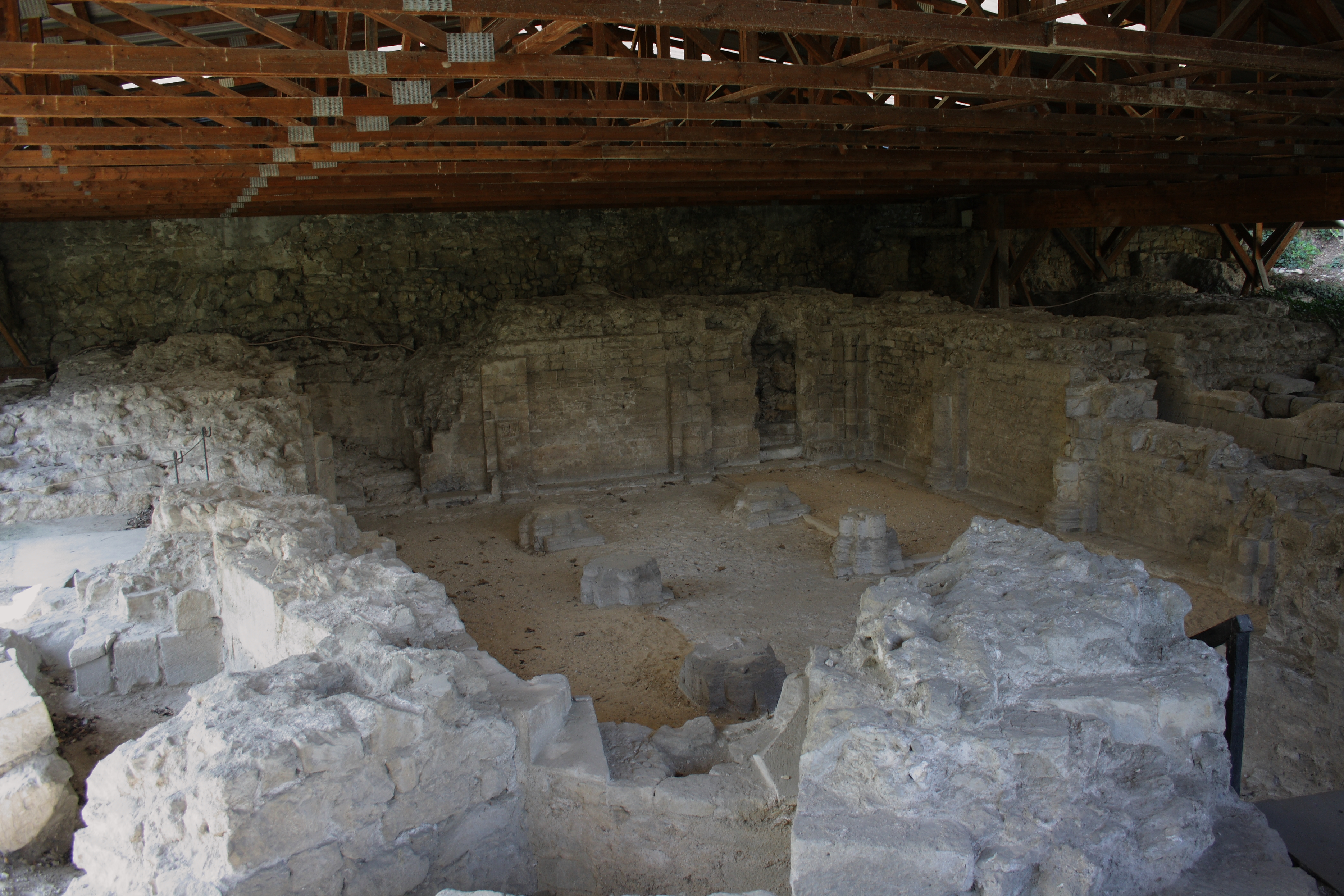
Ehemalige Abtei Notre-Dame in Argenteuil

Notre-Dame war ein Benediktinerkloster in Argenteuil im Département Val-d’Oise.

## Geschichte
Argenteuil war eine wichtige Domäne des königlichen Fiscus zur Zeit der Merowinger und der Karolinger. Hier gründeten Ermenricus, ein Vertrauter des Königs Chlothar III., und seine Ehefrau Mumana zwischen 650 und 675 eine Priorei für Frauen, die der Abtei Saint-Denis unterstellt wurde

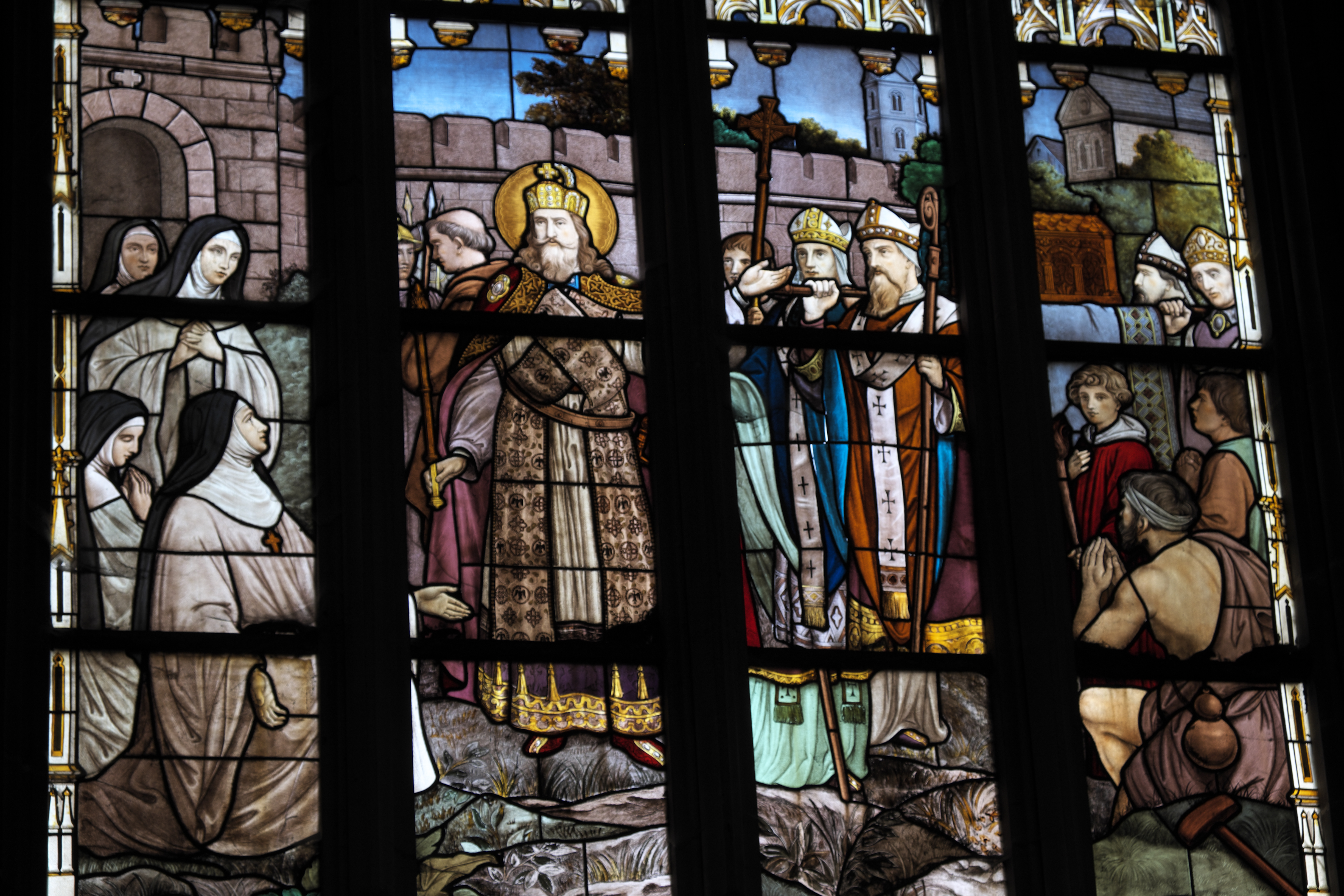
Karl der Große übergibt seiner Tochter Theodrada die heilige Tunika von Argenteuil, Bleiglasfenster in der Pfarrkirche Saint-Jean-Baptiste in Dammartin-en-Goële (Département Seine-et-Marne)

Später erhielt Karl der Große Argenteuil als von Saint-Denis unabhängiges Kloster für eine seiner Töchter mit Fastrada, Theodrada, die vor 814 Vorsteherin der Gemeinschaft wurde. Karl dem Großen wird auch das Geschenk der berühmten Reliquie zugeschrieben, die ungenähte heilige Tunika oder auch Heiliger Rock von Argenteuil, die als Kleidungsstück Jesu ausgegeben wurde, gewebt von der Gottesmutter selbst. Dieses Leinengewand, das 1156 von Hugo von Amiens, Erzbischof von Rouen, erstmals erwähnt wurde, stammt aus dem 1. oder 2. Jahrhundert und machte das Kloster Argenteuil ab dem 15. Jahrhundert zu einem bedeutenden Wallfahrtsort. Diese Reliquie hat die Zeiten überstanden und befindet sich heute in der Basilika Saint-Denys von Argenteuil.
Auch Argenteuil wurde durch die Normannen fast völlig zerstört, und hier war es die Königin Adelheid von Aquitanien, die als Witwe Hugo Capets und Mutter Roberts des Frommen Anfang des 11. Jahrhunderts für den Wiederaufbau sorgte.
Ein Jahrhundert später, 1119, zog sich Heloisa nach dem Skandal um ihre Beziehung zu Petrus Abaelardus nach Argenteuil zurück, wo sie durch Einflussnahme Abälards Priorin wurde. Dies – vielleicht aber auch schon ihre pure Anwesenheit – reichte aus, um einen derartigen Aufruhr zu erzeugen, dass Abt Suger von Saint-Denis sich um die Auflösung des Konvents bemühte. 1129 fand unter Leitung des Legaten Mathieu d’Albane, der Prior von Saint-Martin-des-Champs gewesen war, in Paris in der Abtei Saint-Germain-des-Prés in Anwesenheit von Ludwig dem Dicken und dessen Sohn Philipp ein Konzil statt, auf dem man Reformen in mehreren Klöstern verhandelte, darunter auch Argenteuil, mit der Begründung, Heloisa kümmere sich mehr um ihre eigenen Bußübungen als um die Leitung der Gemeinschaft, so dass die sich selbst überlassenen Nonnen ein wenig klösterliches Leben führten. Die Nonnen wurden vertrieben, einige zogen sich nach Notre-Dame de Malenoue zurück, andere folgten Heloisa zum Oratorium Le Paraclet, das kürzlich von Abälard verlassen worden war und nun den vertriebenen Nonnen überlassen wurde. Der Konvent von Argenteuil war ab jetzt nicht mehr als eine einfache Priorei unter dem Namen „Humilité Notre-Dame d’Argenteuil“ in Abhängigkeit von Saint-Denis.
Die Reformen Sugers machten aus Argenteuil ein streng mönchisch regiertes, aber auch wohlhabendes Kloster. Allerdings hielt diese Situation nicht dauerhaft an. Insbesondere durch den Hundertjährigen Krieg (1337–1453) wurde Argenteuil in Mitleidenschaft gezogen. Die Übernahme des Klosters durch Kommendataräbte sorgte für weiteren wirtschaftlichen Verfall, unter denen der Kardinal Pierre du Cambout de Coislin (1636–1706), der als Siebenjähriger Prior von Argenteuil wurde, und der Kirchenhistoriker Claude Fleury (1640–1723), der 1706 Prior wurde, herausragen. Unter Cambout de Coislin war es dann (der als Minderjähriger durch seinen Onkel Pierre Séguier, Kanzler von Frankreich, vertreten wurde), dass Argenteuil 1646 der Congrégation de Saint-Maur (Mauriner) beitrat.
Durch Patentbriefe von 1788 wurde die Priorei Argenteuil schließlich mit den Unbeschuhten Karmeliten von Charenton-le-Pont vereinigt.
Die noch vorhandene Bausubstanz stammt aus dem 11. oder 12. Jahrhundert, also aus der Endzeit des Frauenklosters. Während der Revolution wurde das bereits teilweise verfallene Kloster als Nationaleigentum verkauft und danach bis zum Ende des 19. Jahrhunderts als Steinbruch genutzt. Einzig die Kapelle Saint-Jean Baptiste, die sich auf dem Klostergelände befindet (Monument historique seit 1945), ist nach einer Restaurierung noch erhalten.
Grabungen ab 1989 brachten weitere Reste des Klosters zutage. Am 14. November 1996 wurden die Funde als Monument historique klassifiziert.